# 静升镇
静升镇，是中华人民共和国山西省晋中市灵石县下辖的一个乡镇级行政单位。

## 行政区划
静升镇下辖以下地区：
静升村、旌介村、集广村、尹方村、苏溪村、南蒲村、草桥村、南原村、后沟村、帅家山村、斩断焉村、椒仲村、柳树原村、史家山村、土黄坡村和核桃洼村。

## 历史文化
2003年，静升镇被国家建设部和文物局联合命名为中国首批历史文化名镇。2013年8月，静升村获批第二批中国传统村落。